# Scindapsus perakensis
Scindapsus perakensis är en kallaväxtart som beskrevs av Joseph Dalton Hooker. Scindapsus perakensis ingår i släktet Scindapsus och familjen kallaväxter. Inga underarter finns listade.